# Mildrède
Mildrède (en vieil anglais Mildþrȳð, également appelée Mildrith ou Mildred) est une religieuse d'origine anglo-saxonne qui a vécu au VIIe siècle. Canonisée, elle est fêtée le 13 juillet.

## Biographie

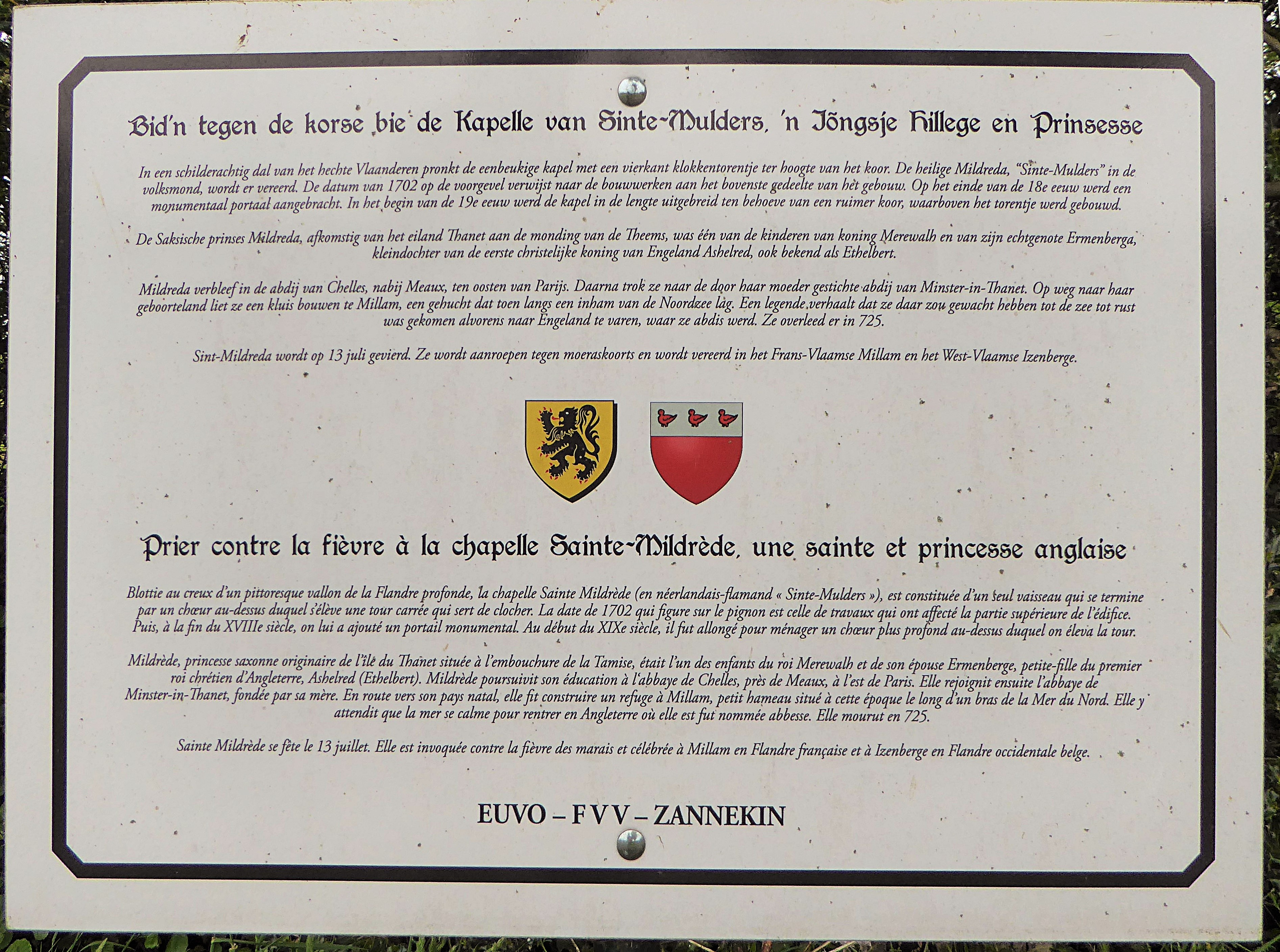
Panneau relatif à la vie de Ste-Mildred, à Millam.

Mildrède est la fille du roi Merewalh des Magonsæte, un peuple de l'ouest des Midlands soumis au royaume de Mercie, et de Domne Eafe (Eormenburh), petite-fille du roi Eadbald de Kent. Ses sœurs Mildburh et Mildgyth entrent également dans les ordres, et elles aussi furent toutes vénérées, comme des saintes, par la suite.
Mildrède fit ses études à l'abbaye de Chelles, près de Paris. Lors de son retour pour l'Angleterre, elle resta bloquée près de Cassel dans le hameau de Millam, qui se trouvait, à l'époque sur un bras de la mer du Nord, en attendant qu'un navire la ramène, à l'abbaye de Minster-in-Thanet, fondée par sa mère Domne Eafe. Elle en devient abbesse vers 694.

## Postérité

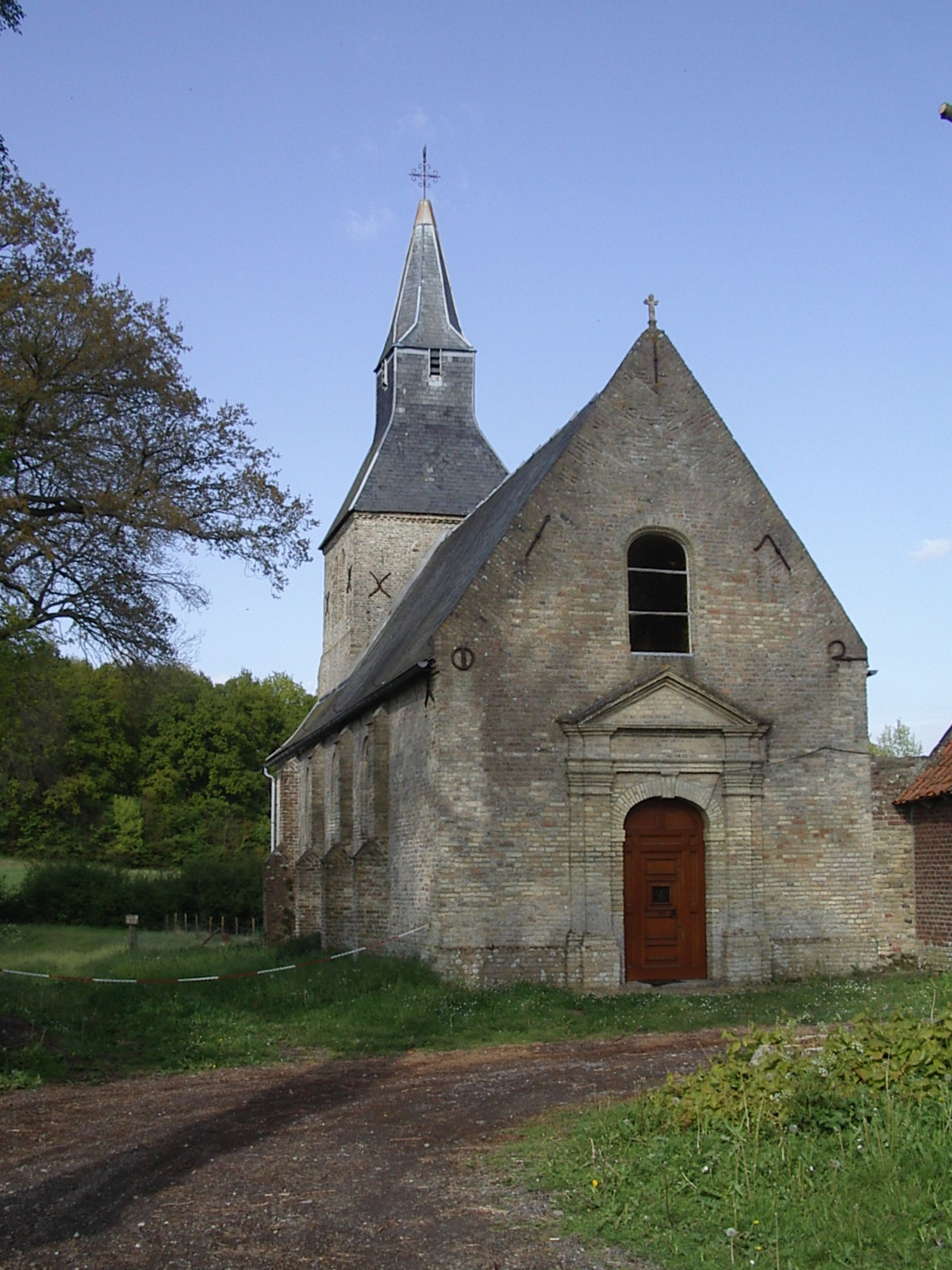
Chapelle sainte Mildrède à Millam.

Mildrède est vénérée comme une sainte depuis sa mort, plusieurs lieux de culte lui sont dédiés dans le nord de la France et en Belgique, ainsi à Millam ou à Izenberge.
La chapelle de Millam est aujourd'hui privée, et n'est que très difficilement visitable. Autrefois chaque année, une neuvaine y était faite en vue de la guérison des malades atteints de la fièvre des marais, et pour les personnes âgées et les pauvres, dont elle est aussi la sainte patronne.
Les restes de Mildrède, tout d'abord inhumés à Minster-in-Thanet ont été transférés à l'abbaye Saint-Augustin de Cantorbéry en 1035; ce transfert est fêté le 18 mai. Au XIe siècle, le moine Goscelin rédige son hagiographie.
Au Moyen Âge, une église lui est dédiée à Oxford. Située entre Turl Street (en) et Brasenose Lane (en), elle est détruite au début du XVe siècle pour laisser place au Lincoln College de l'université d'Oxford.